# Rhegmoclemina bisaccata
Rhegmoclemina bisaccata är en tvåvingeart som beskrevs av Cook 1955. Rhegmoclemina bisaccata ingår i släktet Rhegmoclemina och familjen dyngmyggor.
Artens utbredningsområde är New York. Inga underarter finns listade i Catalogue of Life.